# Halicyclops itohi
Halicyclops itohi – gatunek widłonoga z rodziny Halicyclopidae. Nazwa naukowa tych skorupiaków została opublikowana w 2012 roku przez japońskich zoologów Hiroshiego Ueda i Hidefumiego Nagai.